# Ахмад аль-Муайяд
Ахмад Аль-Муайяд (араб. المؤيد أحمد; 944—1020) — єменський імам зейдитської держави.

## Життєпис
Далеким пращуром Ахмада був імам-двонадесятник Хасан ібн Алі. Був визнаний імамом у Ґіляні та Дейлемані у Персії. Ніколи не жив у Ємені, але після 1013 року він вважався там імамом.